# Philippe Ariès
Philippe Ariès (21. juli 1914 i Blois, Frankrig – 8. februar 1984 i Paris) var en fransk middelalderhistoriker, som beskæftigede sig med børn i samfundet i en historisk kontekst.